# Pic de la Fossa del Gegant
Ne doit pas être confondu avec Pic du Géant.
Le pic de la Fossa del Gegant est un sommet des Pyrénées culminant à 2 808 ou 2 811 m d'altitude situé sur la frontière entre l'Espagne et la France, entre Queralbs et Fontpédrouse. Il est situé sur le sentier de grande randonnée 11 (Espagne).